# بابک سعیدی
بابک سعیدی (زاده ۱۳۶۰ خورشیدی در تهران) نوازنده، تنظیم‌کننده، آهنگساز و خواننده اهل ایران است. وی فارغ‌‌التحصیل لیسانس رشته موسیقی در انگلیس است.

## زندگی هنری
وی در گروه ناصریا به همراه ناصر عبداللهی فّعال بود. بابک سعیدی دانش‌آموختهٔ رشتهٔ موسیقی در بریتانیا است. او همچنین با ایرج جنتی عطایی همکاری داشته و تنظیم و خلق چند ترانه را برای بیژن مرتضوی و داریوش انجام داده‌است. وی از سال ۱۳۸۹ خورشیدی به همراه گوگوش و هومن خلعتبری در پروژه آکادمی موسیقی گوگوش به تدریس و آموزش موسیقی به داوطلبان خوانندگی مشغول می‌باشد.

## آثار
از مهم‌ترین آثار او می‌توان به موارد زیر اشاره کرد:
- آلبوم اعجاز (ساخت سه قطعه)[۱][۲][۳] (خواننده: گوگوش)
- ترانه‌های گروهی آکادمی موسیقی گوگوش[۱]
- تنظیم قطعات آلبوم «عشق‌های دروغین» وحید حاجی‌تبار که پرفروش‌ترین آلبوم سال ۱۳۸۲ گردید (قطعات غریبه، تمنا، توی مهتاب، دخترک)
- ساعت شوم: به عنوان آهنگساز و تنظیم کننده[۴] (خواننده: داریوش و شاعر: ایرج جنتی عطایی)
- دلتنگم: به عنوان آهنگساز و تنظیم کننده[۵] (خواننده: داریوش و شاعر: ایرج جنتی عطایی)
- معجزهٔ خاموش: به عنوان آهنگساز و تنظیم‌کننده (خواننده: داریوش و شاعر: ایرج جنتی عطایی)
- دوباره: به عنوان آهنگساز و تنظیم کننده (خوانندگان: گوگوش، لیلا فروهر، شهرزاد سپانلو، دریا دادور، سوگند و شهره آغداشلو) (شاعر: رها اعتمادی)

| نام آهنگ          | خواننده                                                           | ترانه‌سرا          | آهنگساز        | تنظیم‌کننده | سال انتشار |
| ----------------- | ----------------------------------------------------------------- | ----------------- | -------------- | ---------- | ---------- |
| دخترک             | وحید حاجی‌تبار                                                     | فروغ فرخزاد       | وحید حاجی‌تبار  | بابک سعیدی | ۱۳۸۲       |
| تمنا              | وحید حاجی‌تبار                                                     | پرویز پژمان       | وحید حاجی‌تبار  | بابک سعیدی | ۱۳۸۲       |
| ساعت شوم          | داریوش                                                            | ایرج جنتی عطایی   | بابک سعیدی     | بابک سعیدی | ۱۳۸۷       |
| دلتنگم            | داریوش                                                            | ایرج جنتی عطایی   | بابک سعیدی     | بابک سعیدی | ۱۳۸۷       |
| معجزهٔ خاموش       | داریوش                                                            | ایرج جنتی عطایی   | بابک سعیدی     | بابک سعیدی | ۱۳۸۷       |
| به یاد تو         | مهران آتش                                                         | امید خلیلی تجریشی | بابک سعیدی     | بابک سعیدی | ۱۳۸۸       |
| من همینم          | آکادمی گوگوش ۱                                                    | رها اعتمادی       | بابک سعیدی     | بابک سعیدی | ۱۳۸۹       |
| ساده بگم          | کسری احمدی                                                        | امید خلیلی تجریشی | بابک سعیدی     | بابک سعیدی | ۱۳۹۰       |
| یه حرفایی         | گوگوش و بابک سعیدی                                                | رها اعتمادی       | بابک سعیدی     | بابک سعیدی | ۱۳۹۰       |
| نوروز من          | بابک سعیدی                                                        | رها اعتمادی       | بابک سعیدی     | بابک سعیدی | ۱۳۹۱       |
| کسی جاتو نمیگیره  | پارسا                                                             | داود رحمت‌اللهی    | پارسا          | بابک سعیدی | ۱۳۹۱       |
| حس مبهم           | گوگوش                                                             | رها اعتمادی       | بابک سعیدی     | بابک سعیدی | ۱۳۹۱       |
| نگو بدرود         | گوگوش                                                             | رها اعتمادی       | بابک سعیدی     | بابک سعیدی | ۱۳۹۱       |
| نقطه پایان        | گوگوش                                                             | رها اعتمادی       | بابک سعیدی     | بابک سعیدی | ۱۳۹۱       |
| شبیه عشق          | کسری احمدی                                                        | رها اعتمادی       | بابک سعیدی     | بابک سعیدی | ۱۳۹۱       |
| تو دریایی         | آکادمی گوگوش ۳                                                    | رها اعتمادی       | بابک سعیدی     | بابک سعیدی | ۱۳۹۱       |
| با من قدم بزن     | مهران آتش                                                         | نیلوفر امجدی      | حامد حنیفی     | بابک سعیدی | ۱۳۹۲       |
| هدیه به تو        | آرمین اسلامی‌فر                                                    | ایرج صف‌شکن        | آرمین اسلامی‌فر | بابک سعیدی | ۱۳۹۲       |
| من می‌تونم         | ندا سیدی                                                          | یاشار یکتا        | بابک سعیدی     | بابک سعیدی | ۱۳۹۲       |
| نوستالژی          | ابی و گوگوش                                                       | رها اعتمادی       | بابک سعیدی     | بابک سعیدی | ۱۳۹۲       |
| مدیون             | مهران آتش                                                         | امیرحسین فیضی     | امیرحسین فیضی  | بابک سعیدی | ۱۳۹۳       |
| بی‌نهایت           | مهران آتش                                                         | مهسا پهلوان       | بابک سعیدی     | بابک سعیدی | ۱۳۹۳       |
| لحظه‌های شیرین     | ارمیا                                                             | -                 | بابک سعیدی     | بابک سعیدی | ۱۳۹۳       |
| بغض دریا          | عارف                                                              | رها اعتمادی       | بابک سعیدی     | بابک سعیدی | ۱۳۹۴       |
| هستم و نیستم      | گوگوش                                                             | رها اعتمادی       | بابک سعیدی     | بابک سعیدی | ۱۳۹۵       |
| سوگند             | گوگوش                                                             | رها اعتمادی       | بابک سعیدی     | بابک سعیدی | ۱۳۹۷       |
| سرنوشت            | سیاوش قمیشی                                                       | رامین دهقانی      | سیاوش قمیشی    | بابک سعیدی | ۱۳۹۸       |
| درد من            | گوگوش                                                             | مونا برزویی       | بابک سعیدی     | بابک سعیری | ۱۳۹۸       |
| حریق              | گوگوش                                                             | رها اعتمادی       | حسن شماعی زاده | بابک سعیدی | ۱۳۹۹       |
| ناز ادکه          | گوگوش                                                             | ناصر عبداللهی     | ناصر عبداللهی  | بابک سعیدی | ۱۴۰۰       |
| سفر میکنم         | گوگوش                                                             | رها اعتمادی       | بابک سعیدی     | بابک سعیدی | ۱۴۰۰       |
| دوباره            | گوگوش، لیلا فروهر، دریا دادور، شهرزاد سپانلو، سوگند، شهره آغداشلو | رها اعتمادی       | بابک سعیدی     | بابک سعیدی | ۱۴۰۱       |
| یاد گرفتم زن باشم | لیلا فروهر                                                        | ایرج جنتی عطایی   | بیژن مرتضوی    | بابک سعیدی | ۱۴۰۲       |

## همکاری هنری
بابک سعیدی با ناصر عبداللهی، داریوش، بیژن مرتضوی، گوگوش، ایرج جنتی عطایی، سیاوش قمیشی، عارف، ابی، لیلا فروهر و هنرجویان آکادمی گوگوش در ۳ دوره آکادمی همکاری کرده‌ است.
وی در سال ۲۰۱۹ از کنسرت آتلانتا رهبری ارکستر خانم گوگوش را بر عهده گرفت و تا سال ۲۰۲۴ به عنوان رهبر ارکستر در کنار گوگوش همکاری می‌کرد. 
در سال ۲۰۲۲ در پی اعتراضات سراسری مردم ایران به کشته شدن مهسا امینی به دست حکومت جمهوری اسلامی او با همکاری شش نفر از خوانندگان زن مطرح ایران:(گوگوش، لیلا فروهر، شهرزاد سپانلو، دریا دادور ، شهره آغداشلو و سوگند) ترانهٔ دوباره از نوشته های رها اعتمادی ساخت و تنظیم آن را بر عهده گرفت. 